# Akademska mreža Srbije
Akademska mreža Srbije javna je informaciono-komunikaciona ustanova koja upravlja obrazovnom i naučno-istraživačkom računarskom mrežom Srbije. AMRES je 2010. godine osnovala Vlada Republike Srbije sa ciljem da svim obrazovnim, naučno-istraživačkim organizacijama i drugim korisnicima obezbedi pristup i korišćenje interneta i informatičkih servisa u zemlji, kao i veze sa nacionalnim i internacionalnim mrežama. 
AMRES infrastruktura obuhvata naučno-istraživačku i obrazovnu računarsku mrežu Srbije u funkcionalnom i tehničkom smislu, spoljne veze koje je povezuju sa okruženjem (Internet, GÉANT, ostali provajderi itd.) i serversko-računarsku infrastrukturu. Na AMRES mrežu danas je povezano više od 2 000 obrazovnih i naučno-istraživačkih institucija, a pristup internetu i brojnim drugim servisima ostvaruje preko milion učenika, studenata i istraživača. Može se slobodno reći da Akademska mreža Srbije predstavlja jedan od najznačajnijih resursa naučno-istraživačkog i obrazovnog rada i nosilac je razvoja informatičkog društva.

## Istorijat
Akademska računarska mreža je počela da se razvija početkom devedesetih godina, povezivanjem nekoliko većih fakulteta, da bi nakon perioda tehnološke stagnacije krajem devedesetih i početkom 2001. godine započet ubrzan razvoj i integracija u Evropsku akademsku mrežu i asocijacije.
Vlada Savezne Republike Jugoslavije (SRJ) je u krajem 2000. godine ovlastila Univerzitet u Beogradu sa Računarskim centrom Univerziteta u Beogradu (RCUB), da privremeno preuzme ulogu pravnog lica koje će zastupati Akademsku mrežu Jugoslavije (AMREJ) u inostranstvu. U martu 2001. godine, odlukom vlade SRJ direktor Računarskog centra Univerziteta u Beogradu je postavljen istovremeno i za direktora AMREJ, a Univerzitet u Beogradu određen kao pravno lice koje upravlja AMREJ.
U periodu od 2002. godine do 2006. godine Akademska mreža Srbije – AMRES dobija svoje današnje ime, a RCUB organizaciono i tehnički vodi poslove upravljanja, održavanja i razvoja AMRES, predstavlja AMRES u zemlji i inostranstvu i koordinira rad Univerziteta u Novom Sadu, Nišu i Kragujevcu koji su učestvovali u razvoju mreže. 
Godinu 2002. je obeležio početak izgradnje nove „gigabitske Akademske mreže Srbije“ - gigaAMRES uvođenjem prvih optičkih veza gigabitskih brzina na međugradskim relacijama. U drugoj polovini 2003. godine sklopljen je ugovor između Telekoma Srbije AD, Univerziteta u Beogradu i tadašnjeg Ministarstva za nauku i tehnološki razvoj Srbije, po kojem Ministarstvo finansira realizaciju i zakup optičkih vlakana na većem broju međugradskih veza širom zemlje i unutar gradova Beograda, Niša, Kragujevca i Novog Sada. Time su stvoreni uslovi za realizaciju pouzdane međugradske kičme AMRES velikog kapaciteta, koja će dospeti do većine mesta u kojima postoje fakulteti, instituti ili više škole.
AMRES projekat je oformljen sa ciljem da se uspostavi organizacioni model upravljanja, sistematskog rada i razvoja AMRES kao nacionalne naučno-istraživačke i obrazovne računarske mreže, do formiranja posebnog pravnog lica. Akademska mreža Republike Srbije je formalno (kao pravno lice) osnovana 22. aprila 2010. godine, a zvanično počela sa radom 1. novembra 2011. godine.

## Usluge
AMRES nudi uslugu registracije imena domena, kao i infrastrukturu za autentifikaciju i autorizaciju. Obezbeđuje digitalne sertifikate preko TERENA servisa sertifikata. Usluge koje AMRES servisni centri nude krajnim korisnicima obuhvataju helpdesk, DNS, proksi servere, servise elektronske pošte, udaljeni pristup, veb hosting i nadzor.